# Queensland-Breitfußbeutelmaus

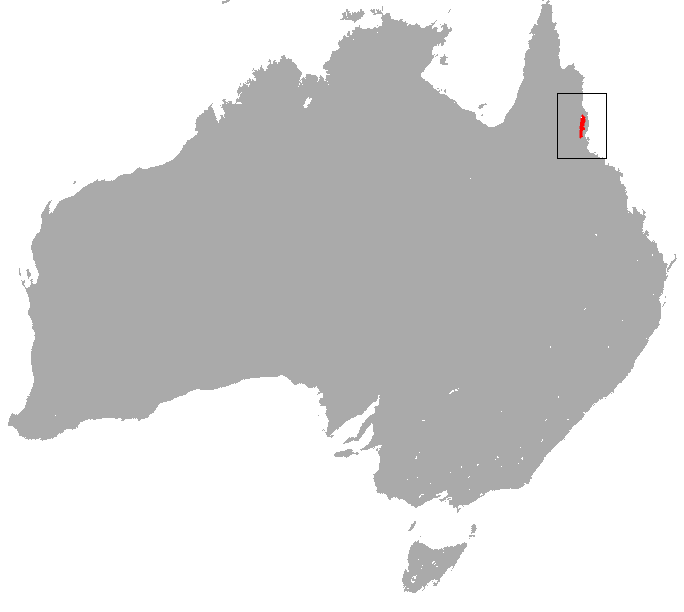
Verbreitungskarte von Antechinus godmani

Die Queensland-Breitfußbeutelmaus (Antechinus godmani) ist eine Beutelsäugerart aus der Gattung der Breitfuß-Beutelmäuse. Sie wurde durch den Biologen Thomas im Jahre 1923 erstbeschrieben, galt aber lange Zeit als konspezifisch mit der Gelbfuß-Beutelmaus.
Der Artzusatz im wissenschaftlichen Namen ehrt den Zoologen Frederick DuCane Godman. Seine Witwe finanzierte aus seinem Nachlass eine Expedition, bei der T. V. Sherrin die ersten Exemplare der Art fand.
Diese Beutelmaus zählt zu den größeren Vertretern ihrer Gattung, ihr Fell ist rötlichbraun bis mattbraun gefärbt. Der Schwanz ist fast gänzlich unbehaart. 
Die Art lebt in Regenwäldern im nordöstlichen Queensland (Australien). Sie ist vermutlich nacht- oder dämmerungsaktiv und ernährt sich hauptsächlich von bodenbewohnenden Wirbellosen.
Die Paarungszeit liegt zwischen Juli und August, nach deren Ende sterben wie bei anderen Vertretern der Gattung sämtliche Männchen. In hohlen Bäumen, Abfällen oder Aufsitzerpflanzen werden Nester gebaut.
Antechinus godmani wird von der IUCN als nicht gefährdet gelistet.

## Weblink
- Antechinus godmani in der Roten Liste gefährdeter Arten der IUCN 2013.1. Eingestellt von: Burnett, S. & Winter, J., 2008. Abgerufen am 12. Oktober 2013.